# اتوس
اِثوس یا اِتوس (گاهی، با تلفّظِ مأخوذ از انگلیسی، ایتوس) (ἔθος) واژه‌ای یونانی به معنای «شخصیت» و «منش» (در یونانی: ἦθος) می‌باشد که برای توصیف ایده‌ها و اعتقادات هدایت کنندهٔ شکل‌دهنده به یک جامعه، ملت یا ایدئولوژی، استفاده می‌شده‌است. یونانی‌ها همچنین از این واژه برای اشاره به قدرت موسیقی در تأثیر بر احساسات، رفتارها و حتی اخلاقیات شنونده‌ها استفاده می‌کردند.